# Свети Василий Блажени (Москва)
„Покров Богородичен“ (на руски: Собо́р Покрова́ Пресвято́й Богоро́дицы), известен и като „Свети Василий Блажени“ (Храм Василия Блаженного), е православен храм, разположен на Червения площад в Москва, Русия. Той е широко известен паметник на руската архитектура.

## Статут
Храмът „Василий Блажени“ е филиал на Държавния исторически музей на Русия. Включен е в Списъка на ЮНЕСКО за световно културно наследство.
Храмът е сред най-известните забележителности на Русия. За много от жителите на Земята той е символът на Москва (така както Айфеловата кула е символ на Париж).
Пред катедралата от 1931 г. е поставен бронзовият паметник на Минин и Пожарски.

## Легенди за създаването на храма
Катедралата е строена през 1555 – 1561 г. по заповед на Иван Грозни по случай превземането на Казан и победата над Казанското ханство. 
Съгласно легендата архитектът на храма е ослепен от Иван Грозни, за да не може да направи подобен храм.

## Архитектурно решение
Храмът се състои от 8 параклиса, разположени около издигащата се над тях 9-а църква. Над всеки параклис има купол с различни шарки. Всичките 9 църкви са обединени от обща основа, обходна галерия и вътрешни преходи.
През 1588 г. от североизток към храма е пристроена постройка, осветена в чест на Василий Блажени (1469 – 1552), мощите на когото се намират в тази пристройка. Към нея е достроена пристройката „Рождество на пресвета Богородица“.
През 1670 г. е построена камбанарията. Висока е 65 м.

## Храм-музей
През 1929 г. храмът е затворен за богослужение, свалени са камбаните и е обявен за музей. Отново започва да се използва за богослужения от 14 октомври 1991 г.
През останалото време е отворен за посещение на туристи.

## Интересни факти
По времето на Иван IV храмът се е използвал и като място за съхранение на царската хазна.